# Panageïnis
Els panageïnis (Panagaeini) són una tribu de coleòpters adéfags pertanyent a la família Carabidae.

## Taxonomia
Té els següents gèneres:
| - Bascanus - Brachygnathus - Calathocosmus - Cintaroa - Coptia - Craspedophorus - Dischissus | - Epigraphodes - Epigraphus - Euschizomerus - Geobius - Micrixys - Microcosmodes - Panagaeus | - Paregraphus - Peronomerus - Psecadius - Tefflus - Tinoderus - Tinognathus - Trichisia |